# Deirdre Clune
Deirdre Clune (ur. 1 czerwca 1959 w Corku) – irlandzka polityk, inżynier i działaczka samorządowa, Teachta Dála i senator, posłanka do Parlamentu Europejskiego VIII i IX kadencji.

## Życiorys
Z wykształcenia inżynier (ze specjalnością w inżynierii lądowej i środowiskowej), studiowała na University College Cork i w Trinity College w Dublinie. Do drugiej połowy lat 90. pracowała w zawodzie inżyniera.
Zaangażowała się w działalność polityczną w ramach centroprawicowej Fine Gael, w której wiele lat działał jej ojciec Peter Barry, minister w kilku rządach, wicepremier i wieloletni deputowany. Gdy w 1997 zrezygnował ze startu wyborach FG w jego dotychczasowym okręgu wystawiła Deirdre Clune, która uzyskała wówczas mandat poselski na 28. kadencję niższej izby irlandzkiego parlamentu. Nie utrzymała go jednak w 2002. Została w tym samym roku powołana w skład Seanad Éireann 22. kadencji z ramienia panelu przemysłowo-handlowego. W 1999 i w 2004 uzyskiwała także mandat radnej Corku. W latach 2005–2006 sprawowała urząd burmistrza tej miejscowości (z tytułem Lord Mayor of Cork). W 2007 ponownie wybrana do Dáil Éireann (30. kadencji), w 2011 nie utrzymała mandatu. Również w 2011 po raz drugi zasiadła w irlandzkim senacie (24. kadencji) jako reprezentantka panelu kulturalno-edukacyjnego.
W wyborach europejskich w 2014 z ramienia swojego ugrupowania uzyskała mandat eurodeputowanej VIII kadencji. W 2019 z powodzeniem ubiegała się o reelekcję. Przypadł jej piąty mandat w okręgu, jednak jego obsadzenie zostało zawieszone do czasu zakończenia procedury brexitu. W PE IX kadencji ostatecznie zasiadła w lutym 2020.